# 柴勝三郎

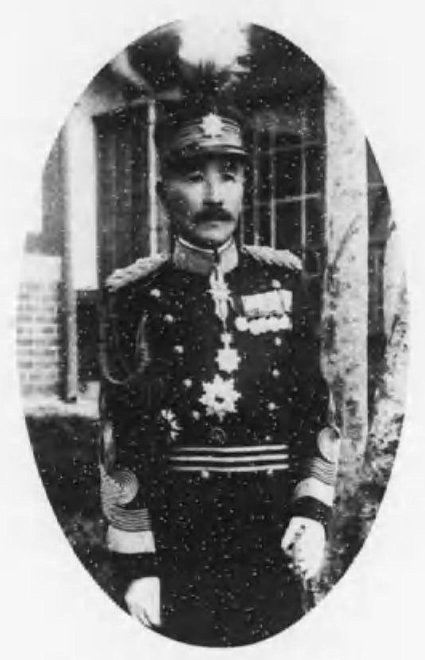
柴勝三郎

柴 勝三郎（しば かつさぶろう、1864年1月26日（文久3年12月18日） - 1938年1月19日）は、日本の陸軍軍人。最終階級は陸軍中将。

## 経歴
茨城県出身。柴久一郎の二男として生まれる。陸軍教導団を経て、1885年6月、陸軍士官学校（旧7期）を卒業した。同期には宇都宮太郎・島川文八郎両大将や竹下平作中将らがいる。1890年12月、陸軍大学校（第6期）を卒業。
陸士教官、陸大副官、参謀本部出仕、参謀本部第2部員、陸軍省軍務局課員、大本営参謀などを経て、遼東守備軍参謀として日露戦争に出征。第4軍参謀副長へ転出し、奉天会戦に参加した。
教育総監部参謀、欧州差遣、教育総監部第1課長、近衛歩兵第3連隊長などを経て、1910年11月、陸軍少将に進級。朝鮮駐剳軍参謀長、関東都督府陸軍部参謀長、軍務局長を歴任し、1915年2月、陸軍中将に進級。第18師団長を経て、1919年7月に待命となり、翌年2月2日、予備役に編入された。

## 栄典
位階
- 1885年（明治18年）9月16日 - 正八位[2]
- 1904年（明治37年）4月29日 - 正六位[3]
- 1907年（明治40年）2月12日 - 従五位[4]
- 1911年（明治44年）2月10日 - 正五位[5]
- 1915年（大正4年）3月10日 - 従四位[6]
- 1917年（大正6年）3月30日 - 正四位[7]
- 1920年（大正9年）2月28日 - 従三位[8]

勲章等
- 1889年（明治22年）11月29日 - 大日本帝国憲法発布記念章[9]
- 1902年（明治35年）5月10日 - 明治三十三年従軍記章[10]
- 1915年（大正4年）
  - 1月30日 - 勲二等瑞宝章[11]
  - 11月7日 - 旭日重光章・大正三四年従軍記章[12]
  - 11月10日 - 大礼記念章[13]
- 1919年（大正8年）12月15日 - 戦捷記章[14]